# Ruby (Jennie)
Ruby è il primo album in studio della cantante e rapper sudcoreana Jennie, pubblicato il 7 marzo 2025 dalla Odd Atelier e Columbia.

## Antefatti
Nel dicembre 2023 Jennie ha fondato la sua etichetta discografica Odd Atelier, in seguito alla scelta di recidere il proprio contratto solista con la YG. Le prime indiscrezioni circa la pubblicazione dell'album in studio d'esordio dell'artista risalgono al gennaio 2024, periodo in cui la cantante ha confermato l'intenzione di voler pubblicare il progetto entro la fine dell'anno; successivamente, alcune testate sudcoreane hanno ipotizzato che l'album sarebbe stato pubblicato nel giugno di quell'anno. La Odd Atelier ha dunque smentito le speculazioni, affermando che la cantante fosse al lavoro sul disco senza avere pronta una data di uscita per lo stesso all'epoca. Il rapper Zico, che Jennie ha affiancato al singolo Spot!, ha confermato a Billboard di aver avuto modo di ascoltare alcune delle tracce registrate da Jennie e che ce ne fossero «diverse particolarmente valide». A maggio 2024, durante il Met Gala, Jennie ha dichiarato a Vogue che «aveva altro in serbo oltre all'album». Nel mese di giugno, una traccia inedita di genere trap, interpretata dalla cantante, viene impiegata in uno spot commerciale per il marchio Beats by Dre.
A settembre 2024 la cantante ha firmato un contratto con la Columbia. Il mese seguente, intervistata da Harper's Bazaar, ha raccontato di essere al lavoro al progetto «dalla mattina alla sera». La pubblicazione del disco viene fissata dalla cantante al 2025 attraverso un post pubblicato sulla piattaforma Weverse nel novembre 2024. In un video diffuso per celebrare le festività natalizie, ha affermato che l'album rappresenta il «soddisfacente risultato di undici mesi di lavoro» e che «sarebbe stato un po' di tutto per chiunque».
A inizio gennaio 2025, Jennie viene intervistata da Billboard, confermando la data di uscita «imminente». Alcune settimane dopo, vengono ufficialmente rivelati il titolo, la
copertina, la data di pubblicazione e la lista degli artisti coinvolti nel disco.

## Descrizione
In concomitanza con l'annuncio del disco, avvenuto attraverso la pubblicazione della copertina ufficiale e di un trailer promozionale, viene confermata sia la presenza di Childish Gambino, Doechii, Dominic Fike, Dua Lipa, Kali Uchis e FKJ che di una versione interamente solista dell'album.

## Promozione
Per promuovere il disco, Jennie ha sostenuto una serie di quattro concerti tra Los Angeles, New York e Seul, intitolata The Ruby Experience. La cantante prenderà anche parte al Coachella Valley Music and Arts Festival nel mese di aprile.
L'11 ottobre 2024 viene estratto come primo singolo ufficiale Mantra che ha raggiunto la prima posizione nelle classifiche di Hong Kong e Taiwan e la terza nella Circle Digital Chart sudcoreana. Il 31 gennaio ha fatto seguito Love Hangover in collaborazione di Dominic Fike, mentre il 21 febbraio ExtraL insieme a Doechii. Le tracce Zen e Like Jennie hanno ricevuto un videoclip musicale ciascuno, rispettivamente a gennaio e marzo 2025.

## Accoglienza
| Recensione         | Giudizio |
| ------------------ | -------- |
| AllMusic           |          |
| Clash              | 9/10     |
| IZM                |          |
| NME                |          |
| Pitchfork          | 7.1/10   |
| Rolling Stone      |          |
| The New York Times |          |

Ruby ha ricevuto generalmente recensioni positive dalla critica musicale. Su Metacritic, sito che assegna un punteggio normalizzato su 100 in base a critiche selezionate, l'album ha ottenuto un punteggio medio di 74 basato su cinque recensioni. Ha ottenuto quattro stelle su cinque da Crystal Bell di NME, che ha elogiato il disco per la sua capacità di mettere in mostra il carisma di Jennie, la sua intenzione artistica sicura e la sua estensione vocale. Maria Leticia Gomes di Clash ha definito l'album «un ascolto esaltante» che amplia l'espressione artistica di Jennie. Allo stesso modo, Maria Sherman di Associated Press ha lodato il disco per il suo approccio «ambizioso e scintillante» nell'esplorare le diverse sfaccettature della personalità di Jennie, descrivendo Ruby come «un caleidoscopio di suoni diversi […] pieno di piaceri incongrui ma raffinati». In una recensione per Rolling Stone, Maura Johnston ha assegnato al disco tre stelle e mezzo su cinque, riassumendolo come «un'esperienza rapida e divertente» con un'abilità impressionante nel padroneggiare il genere contemporary R&B.
Offrendo una recensione più mista, Jon Caramanica del New York Times ha elogiato Ruby per la sua esplorazione sonora, ma ha criticato le collaborazioni per la mancanza di chimica.

## Tracce
1. Intro: Jane (feat. FKG) – 1:38
2. Like Jennie – 2:03
3. Start a War – 2:45
4. Handlebars (feat. Dua Lipa) – 3:30
5. With the IE (Way Up) – 2:43
6. ExtraL (feat. Doechii) – 2:47
7. Mantra – 2:16
8. Love Hangover (feat. Dominic Fike) – 3:00
9. Zen – 3:21
10. Damn Right (feat. Childish Gambino e Kali Uchis) – 2:23
11. F.T.S. – 2:32
12. Filter – 2:31
13. Seoul City – 2:44
14. Starlight – 2:48
15. Twin – 3:28

## Successo commerciale
Il 4 marzo 2025 è stato riportato che Ruby aveva raggiunto 450 000 preordini in tutto il mondo. In Australia, l'LP ha debuttato al 2º posto nella ARIA Charts, dietro solo a Mayhem della statunitense Lady Gaga. Con questo debutto, Ruby ha eguagliato Rosie di Rosé come l'album di una solista K-pop femminile con la posizione più alta nella classifica. Questa è stata la terza volta che Jennie ha raggiunto la top two nel paese, dopo The Album e Born Pink con le Blackpink.
Ha fatto l'ingresso al 3º posto della Official Albums Chart con 16 856 con unità equivalenti.

## Classifiche
| Classifica (2025) | Posizione massima |
| ----------------- | ----------------- |
| Australia         | 2                 |
| Austria           | 3                 |
| Belgio (Fiandre)  | 3                 |
| Belgio (Vallonia) | 4                 |
| Canada            | 6                 |
| Corea del Sud     | 2                 |
| Danimarca         | 36                |
| Finlandia         | 16                |
| Francia           | 4                 |
| Germania          | 6                 |
| Giappone          | 17                |
| Irlanda           | 16                |
| Italia            | 33                |
| Lituania          | 8                 |
| Nigeria           | 49                |
| Norvegia          | 12                |
| Nuova Zelanda     | 2                 |
| Paesi Bassi       | 5                 |
| Polonia           | 4                 |
| Portogallo        | 3                 |
| Regno Unito       | 3                 |
| Repubblica Ceca   | 31                |
| Slovacchia        | 20                |
| Spagna            | 5                 |
| Stati Uniti       | 7                 |
| Svezia            | 14                |
| Svizzera          | 9                 |
| Ungheria          | 18                |